# همه‌درمان
همه‌دَرمان یا پاناکس (Panax) ،سرده‌ای متعلق به تیره عشقه‌ایان (پیچک) است. گونه‌های پاناکس با وجود جینسنوسید و جینتونین مشخص می‌شوند.
واژه پاناکس از یونانی گرفته شده و به معنی «درمان‌کنندهٔ همه دردها» است.